# Модра над Цирохоу
Модра над Цирохоу (на словашки: Modra nad Cirochou) е село в източна Словакия, в Прешовски край, в окръг Хумене. Според Статистическа служба на Словашката република към 31 декември 2021 г. селото има 970 жители.
Разположено е на 207 m надморска височина, на ок. 12 km източно от Хумене. Площта му е 7,3 km². Кметът на селото е Ондрей Милчо.